# Waschhaus (Éragny)

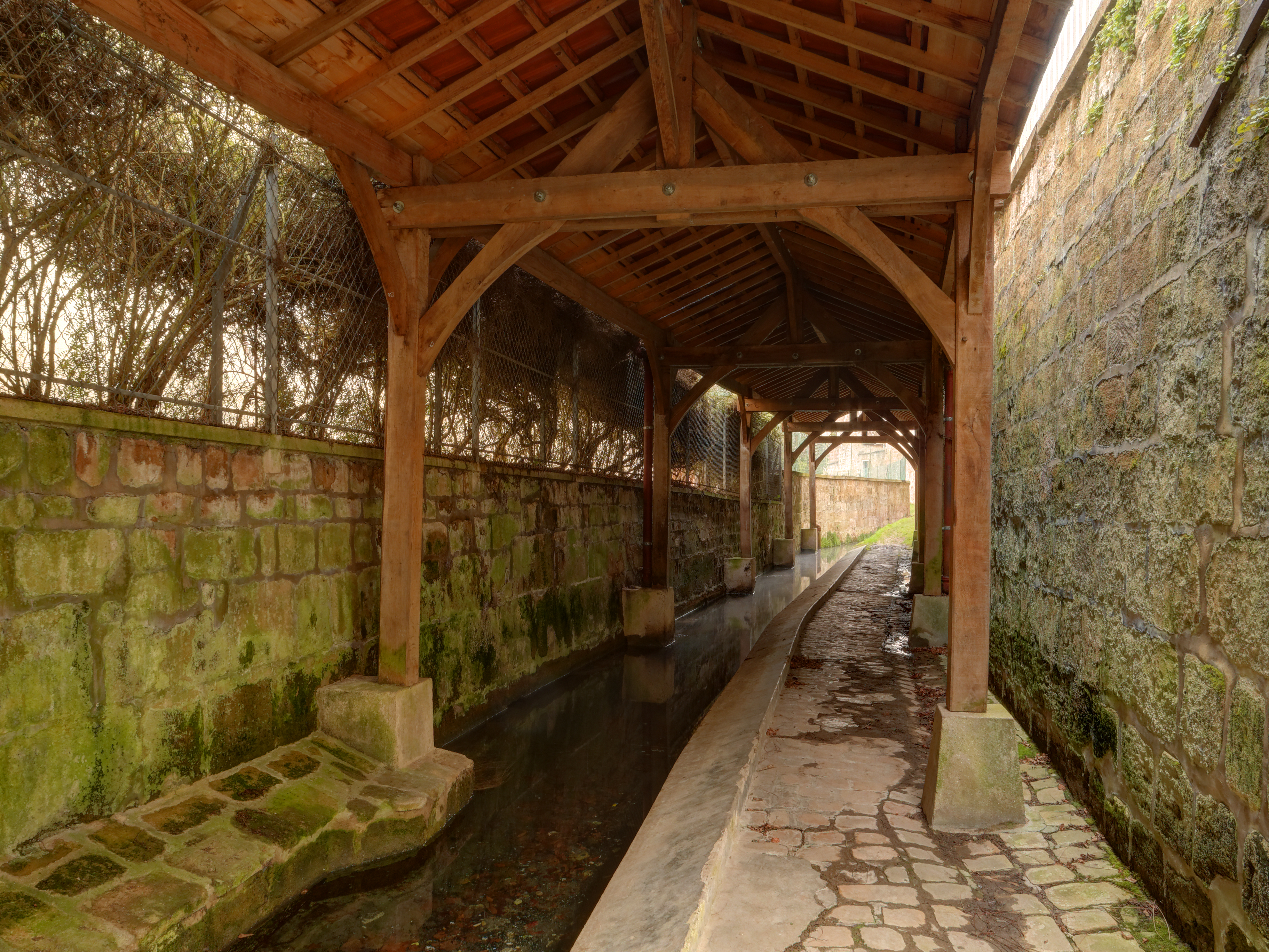
Waschhaus in Éragny

Das Waschhaus (französisch lavoir) in Éragny, einer französischen Gemeinde im Département Val-d’Oise in der Region Île-de-France, wurde Ende des 19. Jahrhunderts errichtet. Das öffentliche Waschhaus steht in der Rue de la Fontaine.
Das Becken des Waschhauses wird von einem Brunnen gespeist. Aus dem Becken fließt das Wasser in die Oise.